# 津軽新城駅
津軽新城駅（つがるしんじょうえき）は、青森県青森市大字新城字山田にある、東日本旅客鉄道（JR東日本）奥羽本線の駅。
秋田支社管轄の最北端かつ最東端の駅である。東北新幹線の新青森駅乗り入れに備えた2007年（平成19年）の支社管轄エリア見直しにより奥羽本線の秋田支社管轄区間は当駅が北限となった。

## 概要
青森市西部のベッドタウンである新城に所在する。そのため、利用客の大半は通学・通勤のために当駅を利用している。近隣に青森西高校があるため通学に利用する客も多い。
開業当初は単に新城駅であったが、ほかにも「新城」という名称がつく駅があったため、「津軽新城」と改称した。国鉄時代は駅構内にキヨスクがあった。
2010年（平成22年）12月4日の東北新幹線延伸に伴い、特急「白鳥」「スーパー白鳥」は、函館駅と新青森駅を結ぶ形となったが、新青森駅には折り返し設備がないため、折り返し設備を有する当駅まで回送されて折り返す事になった。その後2016年（平成28年）3月26日の北海道新幹線開業により白鳥・スーパー白鳥は廃止されたが、これらは新青森・青森駅間のシャトル輸送も兼ねていたため、そのダイヤをほぼ引き継ぐ形で当駅 - 青森駅間の普通列車が設定され、同時に当駅での客扱いを開始した。このため、当駅 - 青森駅間では弘前方面と比べて列車本数が多くなっている。
2020年（令和2年）3月14日のダイヤ改正によりみどりの窓口が営業を終了し、終日無人駅となった。

## 歴史
- 1894年（明治27年）12月1日：官設鉄道（国鉄）の駅が新城駅（しんじょうえき）として東津軽郡新城村に開業[1][3]。
- 1915年（大正4年）9月11日：津軽新城駅に改称[1][3]。
- 1964年（昭和39年）：この年から、1980年代中（昭和50年代末）ごろまで、1963年（昭和38年）に開校した青森西高校（当時は女子高）の通学対策のため、青森発津軽新城行き列車が運行される[5]。
- 1969年（昭和44年）10月1日：貨物の取り扱いを廃止[3]。
- 1985年（昭和60年）3月14日：荷物の扱いを廃止[3]。
- 1987年（昭和62年）4月1日：国鉄分割民営化により、東日本旅客鉄道の駅となる[3]。
- 2003年（平成15年）4月1日：業務委託化。津軽新城駅長が廃止され、浪岡駅長管理下となる。
- 2010年（平成22年）4月1日：浪岡駅から弘前駅に管理駅が変更となる。
- 2011年（平成23年）4月1日：受託子会社が弘前ステーションビルからジェイアールアトリスに変更。
- 2015年（平成27年）7月1日：受託子会社がジェイアールアトリスからJR東日本東北総合サービスに変更。
- 2016年（平成28年）3月26日：当駅 - 青森駅間の区間列車が運行開始[6][報道 1]。
- 2020年（令和2年）
  - 3月13日：みどりの窓口の営業を終了[4][新聞 1]。
  - 3月14日：終日無人化[4][新聞 1]。
- 2022年（令和4年）12月下旬：新駅舎が開業[報道 2]。
- 2023年（令和5年）5月27日：ICカード「Suica」の利用が可能となる[報道 3][報道 4]。
- 2024年（令和6年）10月1日：えきねっとQチケのサービスを開始[2][報道 5]。

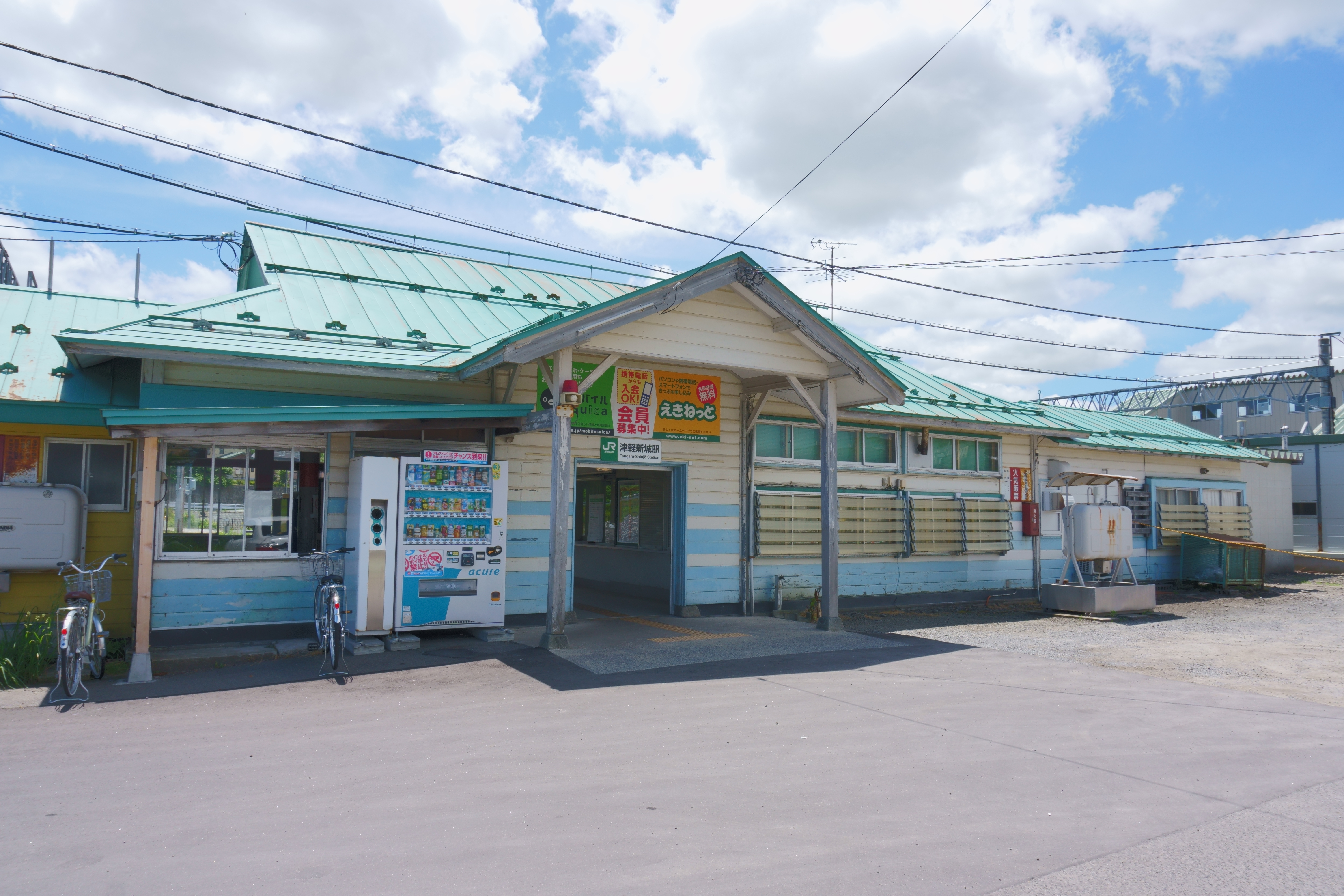
旧駅舎（2020年6月）
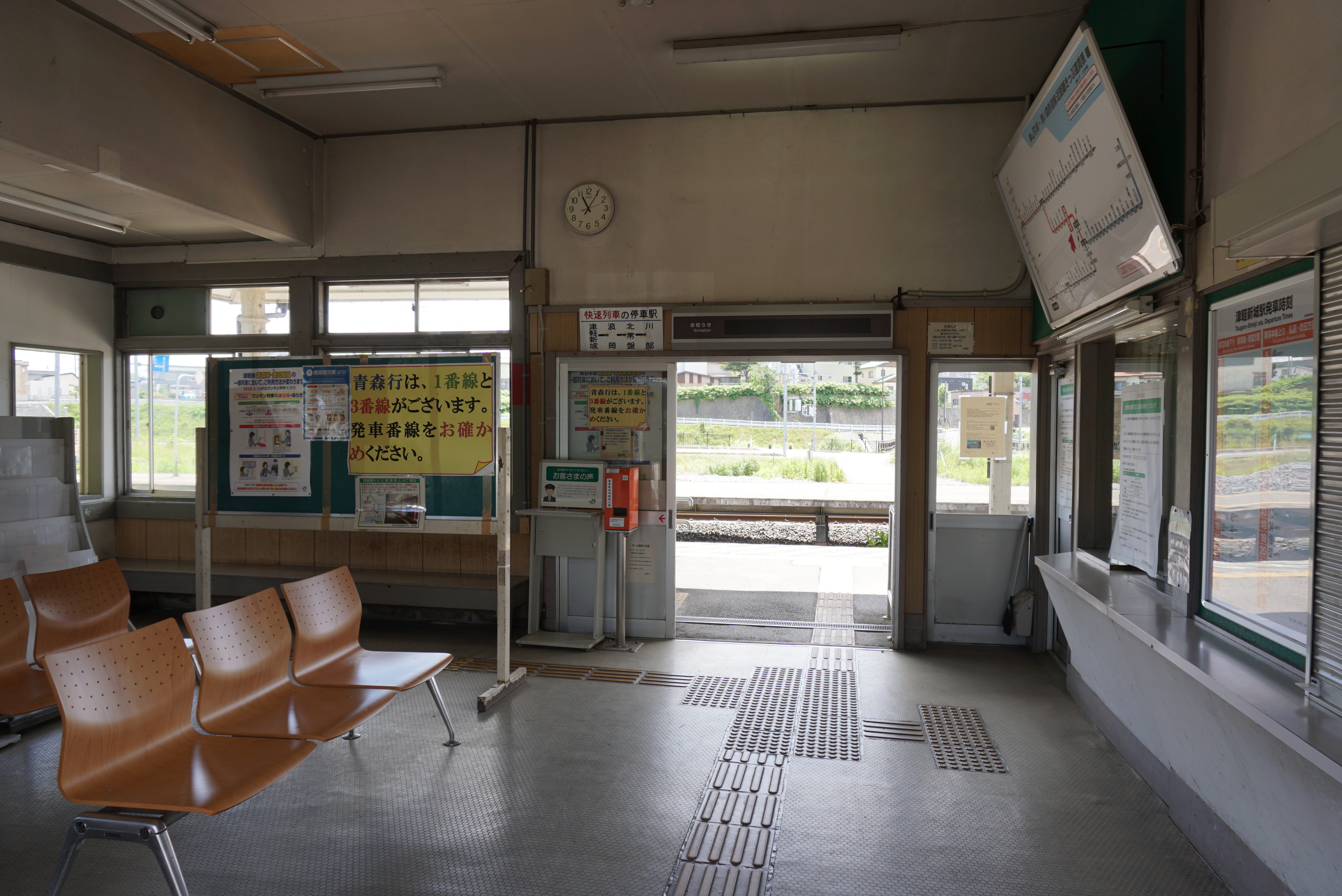
旧駅舎内（2020年6月）

## 駅構造
単式ホーム1面1線と島式ホーム1面2線、計2面3線のホームを持つ地上駅である。互いのホームは跨線橋で連絡している。
弘前統括センター（弘前駅）管理の無人駅である。駅舎内には簡易Suica改札機、乗車駅証明書発行機、待合室がある。
駅舎は線路北側にあり、青森県道234号津軽新城停車場油川線に面している。踏切をはさみ、南側にバス通りである青森県道247号鶴ケ坂千刈線がある。

### のりば
| 番線 | 路線      | 方向 | 行先           | 備考            |
| ---- | --------- | ---- | -------------- | --------------- |
| 1    | ■奥羽本線 | 下り | 青森方面       |                 |
| 2    | ■奥羽本線 | 上り | 川部・弘前方面 | 一部列車は3番線 |
| 3    | ■奥羽本線 | 下り | 青森方面       | 当駅始発        |

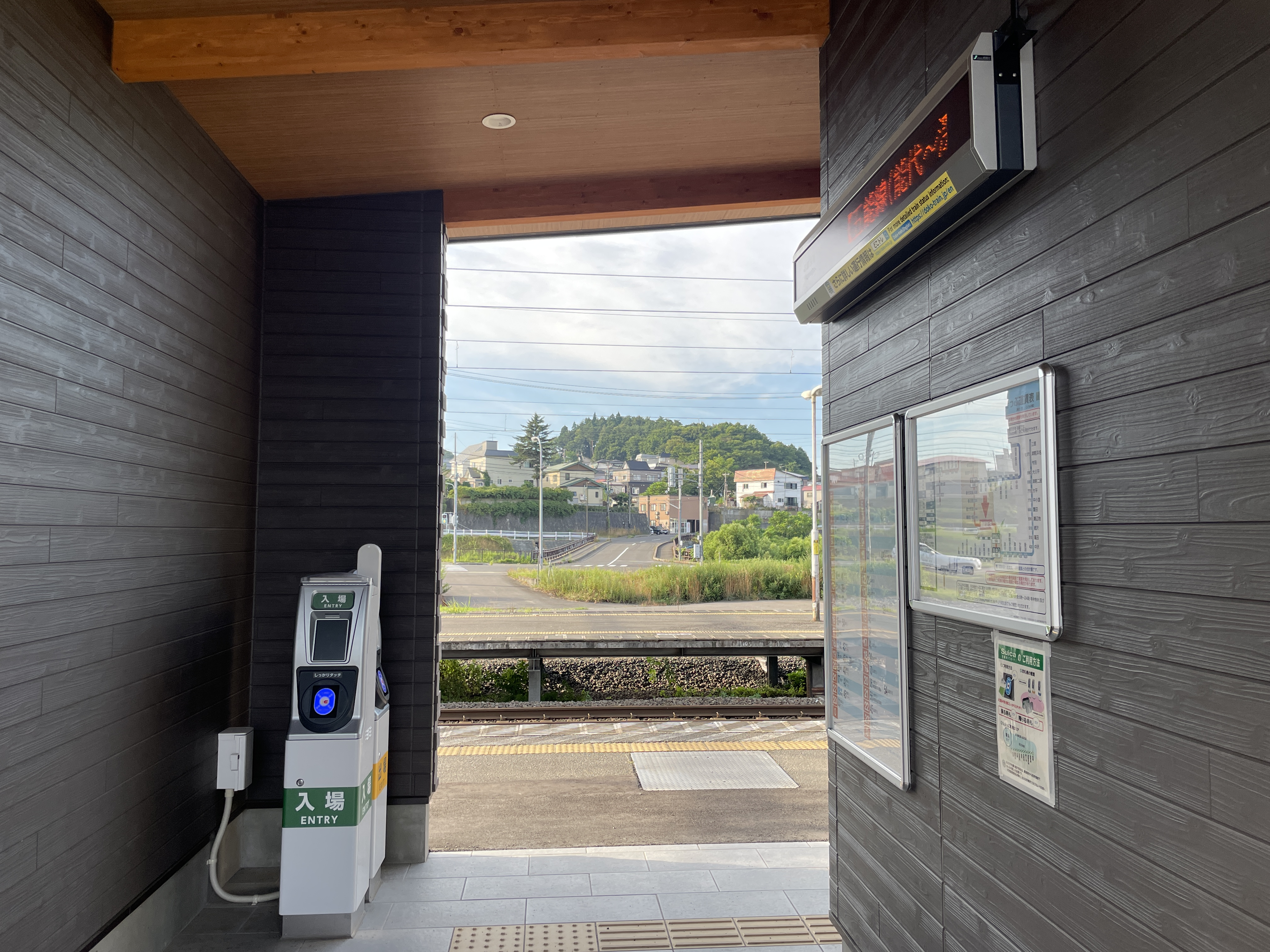
改札口（2023年8月）
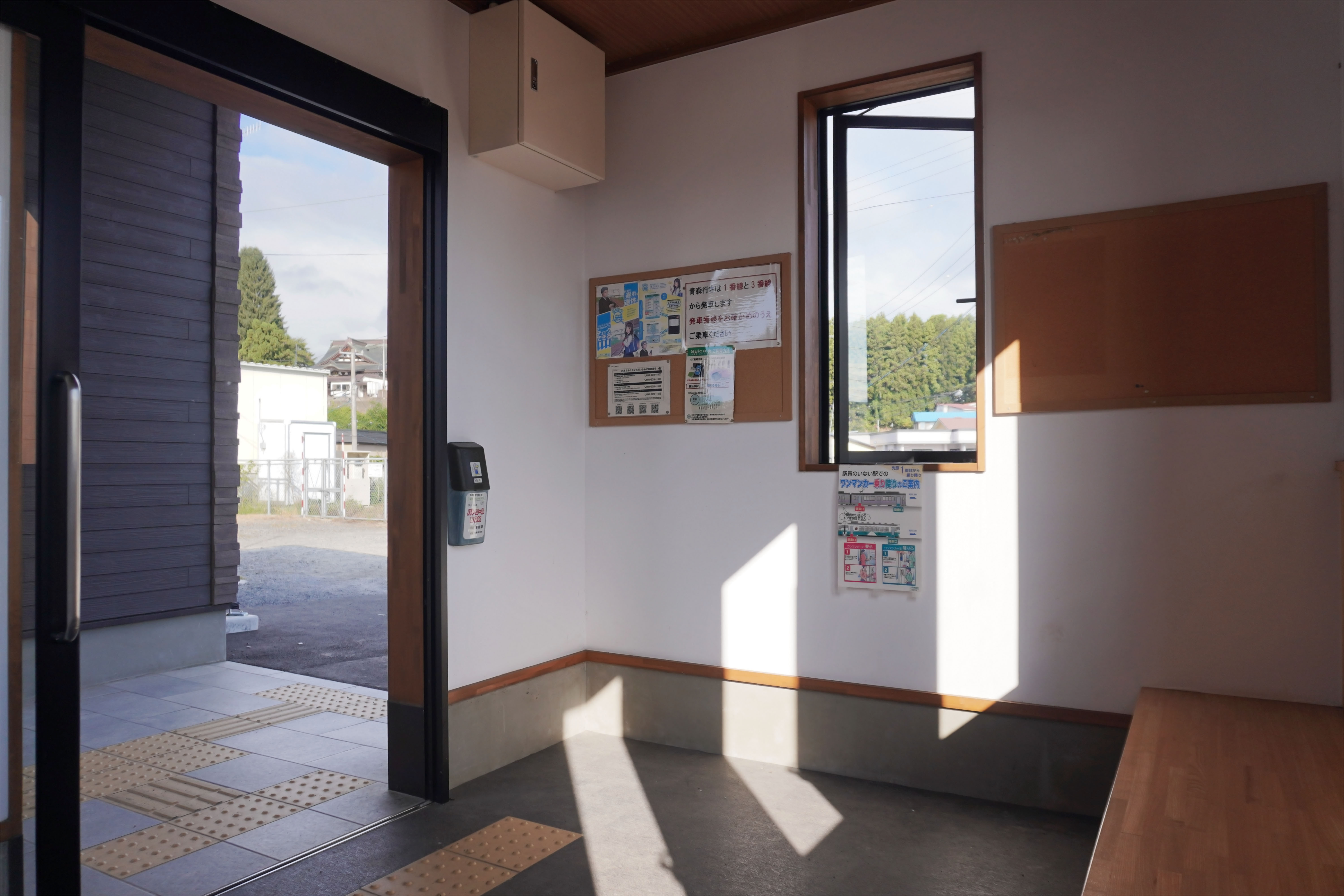
駅舎内（2024年9月）
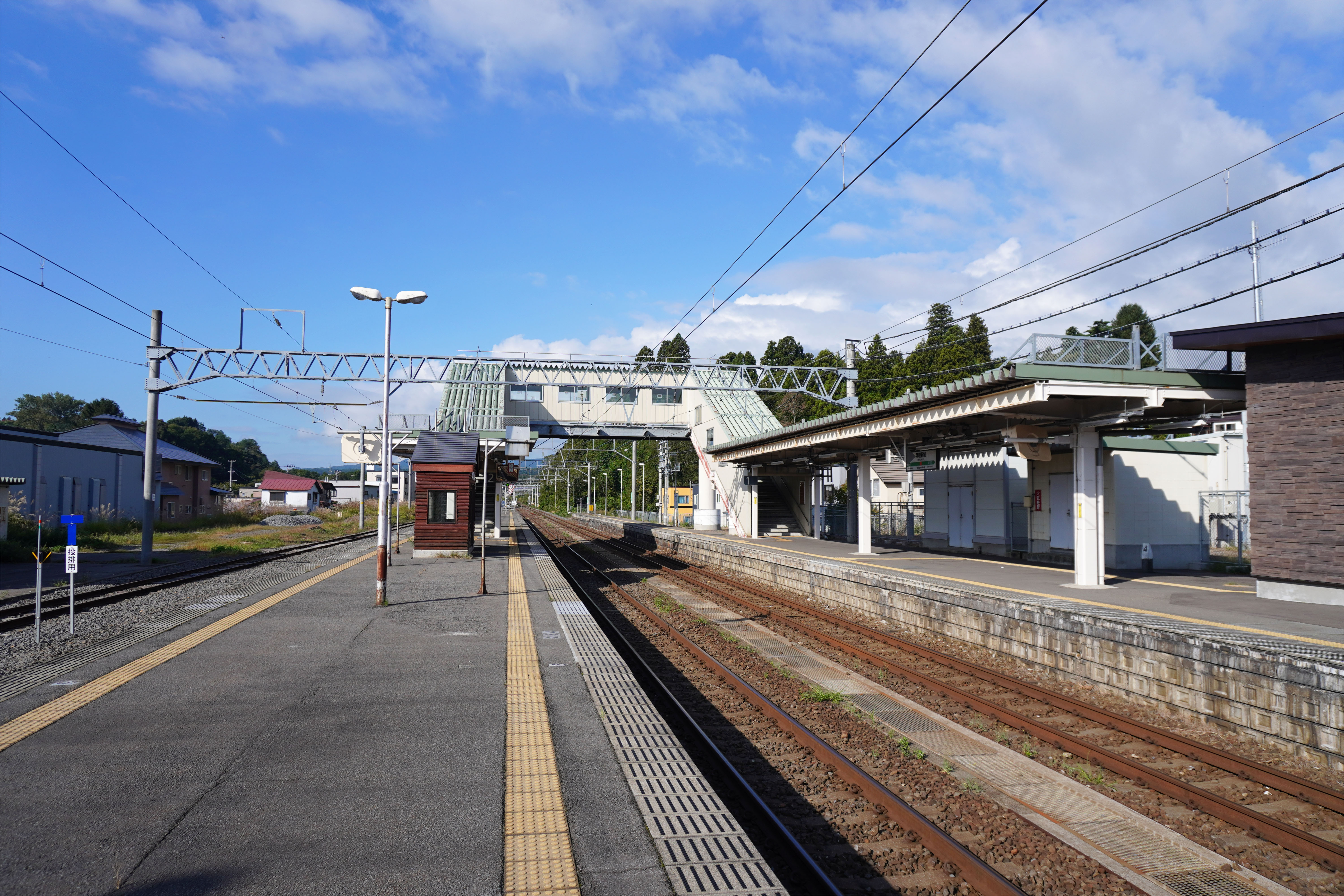
ホーム（2024年9月）

## 利用状況
JR東日本によると、2000年度（平成12年度）- 2018年度（平成30年度）の1日平均乗車人員の推移は以下のとおりであった。
| 1日平均乗車人員推移 | 1日平均乗車人員推移 | 1日平均乗車人員推移 | 1日平均乗車人員推移 | 1日平均乗車人員推移 |
| 年度                | 定期外              | 定期                | 合計                | 出典                |
| ------------------- | ------------------- | ------------------- | ------------------- | ------------------- |
| 2000年（平成12年）  |                     |                     | 646                 | [ 利用客数 1 ]      |
| 2001年（平成13年）  |                     |                     | 646                 | [ 利用客数 2 ]      |
| 2002年（平成14年）  |                     |                     | 635                 | [ 利用客数 3 ]      |
| 2003年（平成15年）  |                     |                     | 562                 | [ 利用客数 4 ]      |
| 2004年（平成16年）  |                     |                     | 547                 | [ 利用客数 5 ]      |
| 2005年（平成17年）  |                     |                     | 501                 | [ 利用客数 6 ]      |
| 2006年（平成18年）  |                     |                     | 498                 | [ 利用客数 7 ]      |
| 2007年（平成19年）  |                     |                     | 512                 | [ 利用客数 8 ]      |
| 2008年（平成20年）  |                     |                     | 541                 | [ 利用客数 9 ]      |
| 2009年（平成21年）  |                     |                     | 528                 | [ 利用客数 10 ]     |
| 2010年（平成22年）  |                     |                     | 479                 | [ 利用客数 11 ]     |
| 2011年（平成23年）  |                     |                     | 427                 | [ 利用客数 12 ]     |
| 2012年（平成24年）  | 117                 | 249                 | 367                 | [ 利用客数 13 ]     |
| 2013年（平成25年）  | 112                 | 242                 | 355                 | [ 利用客数 14 ]     |
| 2014年（平成26年）  | 102                 | 246                 | 349                 | [ 利用客数 15 ]     |
| 2015年（平成27年）  | 98                  | 254                 | 352                 | [ 利用客数 16 ]     |
| 2016年（平成28年）  | 96                  | 249                 | 345                 | [ 利用客数 17 ]     |
| 2017年（平成29年）  | 88                  | 255                 | 344                 | [ 利用客数 18 ]     |
| 2018年（平成30年）  | 87                  | 278                 | 365                 | [ 利用客数 19 ]     |

## 駅周辺
- 青森県道229号津軽新城停車場線
- 青森県道234号津軽新城停車場油川線
- 青森県道247号鶴ケ坂千刈線
- 青森警察署新城交番
- 青森県信用組合新城支店
- 青森市西部市民センター
- 津軽新城郵便局
- 青森市立新城中央小学校
- JR東日本弘前工務区津軽新城工務管理室

## バス路線
駅に近接した県道沿いに「新城駅前」停留所がある。
- 青森市営バス
  - 新城線
- 青森市市バス
  - 孫内線
  - 大釈迦浪岡線
  - 岡町線
- 弘南バス
  - 五所川原 - 青森線
  - 黒石 - 青森線

## 隣の駅
東日本旅客鉄道（JR東日本）
■奥羽本線
□快速
浪岡駅 - 津軽新城駅 - 新青森駅
■普通
鶴ケ坂駅 - 津軽新城駅 - 新青森駅

### 記事本文